# Josef Hilgarth
Josef Hilgarth (* 23. Oktober 1898 in Atzgersdorf; † 12. Oktober 1975 in Mödling) war ein österreichischer Bezirksschulinspektor und Politiker (ÖVP). Hilgarth war Abgeordneter zum Landtag von Niederösterreich und von 1963 bis 1964 Landesrat in der Niederösterreichischen Landesregierung.
Hilgarth besuchte die Lehrerbildungsanstalt in Wien und war danach als Volksschullehrer in Erlaa und Hürm tätig. Danach unterrichtete er an der Bürgerschullehrer in Atzgersdorf. Hilgarth war zwischen 1934 und 1938 Bürgermeister in Atzgersdorf und wurde nach der Machtübernahme der Nationalsozialisten 1938 verhaftet und für wehrunwürdig erklärt. Dennoch hatte er von 1944 bis 1945 das Amt des Bezirksschulinspektors von Hollabrunn und Mistelbach inne.
Hilgarth war Landes- und Bundesobmann der Lehrersektion des ÖAAB und wurde am 5. November 1949 in den Niederösterreichischen Landtag gewählt. Er hatte von 1962 bis 1964 das Amt des Klubobmanns inne und wurde am 24. Jänner als Landesrat angelobt. Hilgarth trat am 19. November 1964 als Abgeordneter und Landesrat zurück. Zudem war er vom 17. Februar 1955 bis zum 24. Jänner 1963 Obmann des Finanzkontrollausschusses gewesen.
Er wurde auf dem Atzgersdorfer Friedhof bestattet.